# Соври мне правду
«Соври мне пра́вду» — российский драматический триллер с элементами эротики режиссёра Ольги Акатьевой, вышедший 9 сентября 2021 года.

## Сюжет
Влюблённые остаются наедине вдали от цивилизации. Вместе они не так давно, однако парень уверен, что встретил свою единственную. Неожиданный визит младшей сестры, а потом и экс-бойфренда девушки расстраивает романтическую идиллию. Герои становятся пленниками страстей и желаний друг друга. На смену романтике приходит страсть, а безобидный флирт влечёт за собой жестокую ревность. Становящиеся всё более опасными психологические игры угрожают наступлением жестокой развязки.

## В ролях
| Актёр              | Роль                          |
| ------------------ | ----------------------------- |
| Павел Прилучный    | бывший парень старшей сестры  |
| Дарья Мельникова   | старшая сестра                |
| Евгений Романцов   | парень старшей сестры         |
| Елизавета Кононова | младшая сестра                |
| Александр Обласов  | следователь                   |
| Григорий Верник    | новый знакомый младшей сестры |

## Отзывы и оценки
Фильм получил неоднозначные отзывы критиков. По итогам 2021 года на сервисе Start, фильм вошёл в топ лидеров по просмотрам.